# Dekanat horodecki
Dekanat horodecki – jeden z dwudziestu jeden dekanatów wchodzących w skład eparchii witebskiej i orszańskiej Egzarchatu Białoruskiego Patriarchatu Moskiewskiego.
Dziekanem jest protojerej Władimir Dogodźka.

## Parafia w dekanacie[1]
- Parafia św. Marii Magdaleny w Chołomierzu
  - Cerkiew św. Marii Magdaleny w Chołomierzu
- Parafia Wniebowstąpienia Pańskiego w Chwoszcznie
  - Cerkiew Wniebowstąpienia Pańskiego w Chwoszcznie

- Parafia Zaśnięcia Najświętszej Maryi Panny w Jezierzyszczu
  - Cerkiew Zaśnięcia Najświętszej Maryi Panny w Jezierzyszczu
- Parafia św. Andrzeja w Gródku
  - Cerkiew św. Andrzeja w Gródku
- Parafia Świętych Męczennic Elżbiety i Barbary w Gródku
  - Cerkiew Świętych Męczennic Elżbiety i Barbary w Gródku
  - Cerkiew św. Łukasza Wojno-Jasienieckiego w Gródku (pokój modlitwy)
- Parafia św. Trójcy w Gródku
  - Cerkiew św. Trójcy w Gródku
- Parafia Wniebowstąpienia Pańskiego w Kabiszczu
  - Cerkiew Wniebowstąpienia Pańskiego w Kabiszczu
- Parafia św. Mikołaja Cudotwórcy w Mieży
  - Cerkiew św. Mikołaja Cudotwórcy w Mieży
- Parafia św. Bazylego Wielkiego w Palmince
  - Cerkiew św. Bazylego Wielkiego w Palmince
- Parafia św. Dymitra Sołuńskiego w Prudku
  - Cerkiew św. Dymitra Sołuńskiego w Prudku
- Parafia św. Pantelejmona w Rzemniach
  - Cerkiew św. Pantelejmona w Rzemniach
- Parafia Świętych Piotra i Pawła w Siele
  - Cerkiew Świętych Piotra i Pawła w Siele
- Parafia św. Michała Archanioła w Szczetnikach
  - Cerkiew św. Michała Archanioła w Szczetnikach
- Parafia Włodzimierskiej Ikony Matki Bożej w Warchach
  - Cerkiew Włodzimierskiej Ikony Matki Bożej w Warchach
- Parafia św. Mikołaja Cudotwórcy w Wiereczu
  - Cerkiew św. Mikołaja Cudotwórcy w Wiereczu
- Parafia św. Mikołaja Cudotwórcy w Wyszedkach
  - Cerkiew św. Mikołaja Cudotwórcy w Wyszedkach
- Parafia św. Spirydona Cudotwórcy w Zarzeczu
  - Cerkiew św. Spirydona Cudotwórcy w Zarzeczu

## Galeria

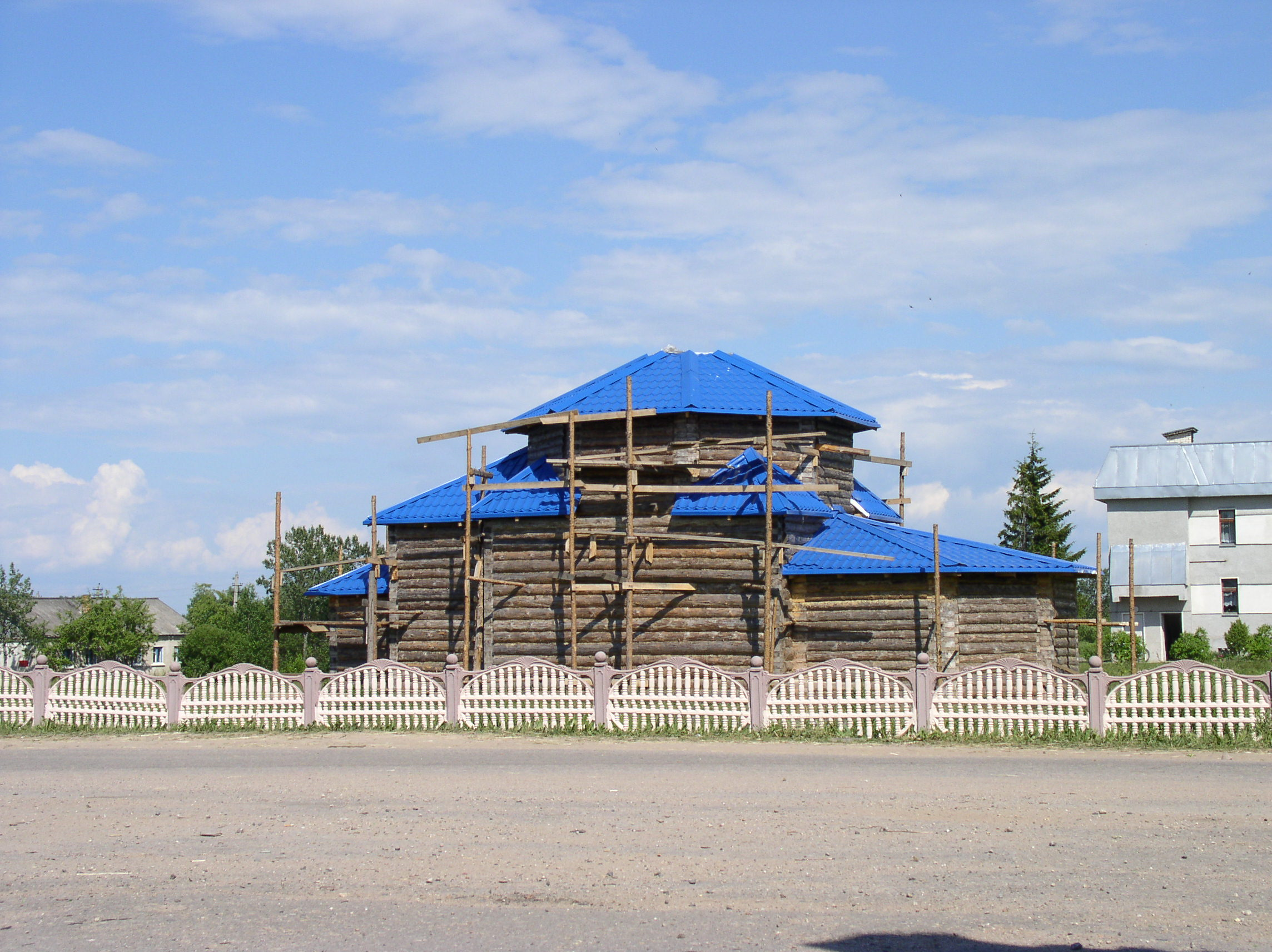
Cerkiew św. Marii Magdaleny w Chołomierzu
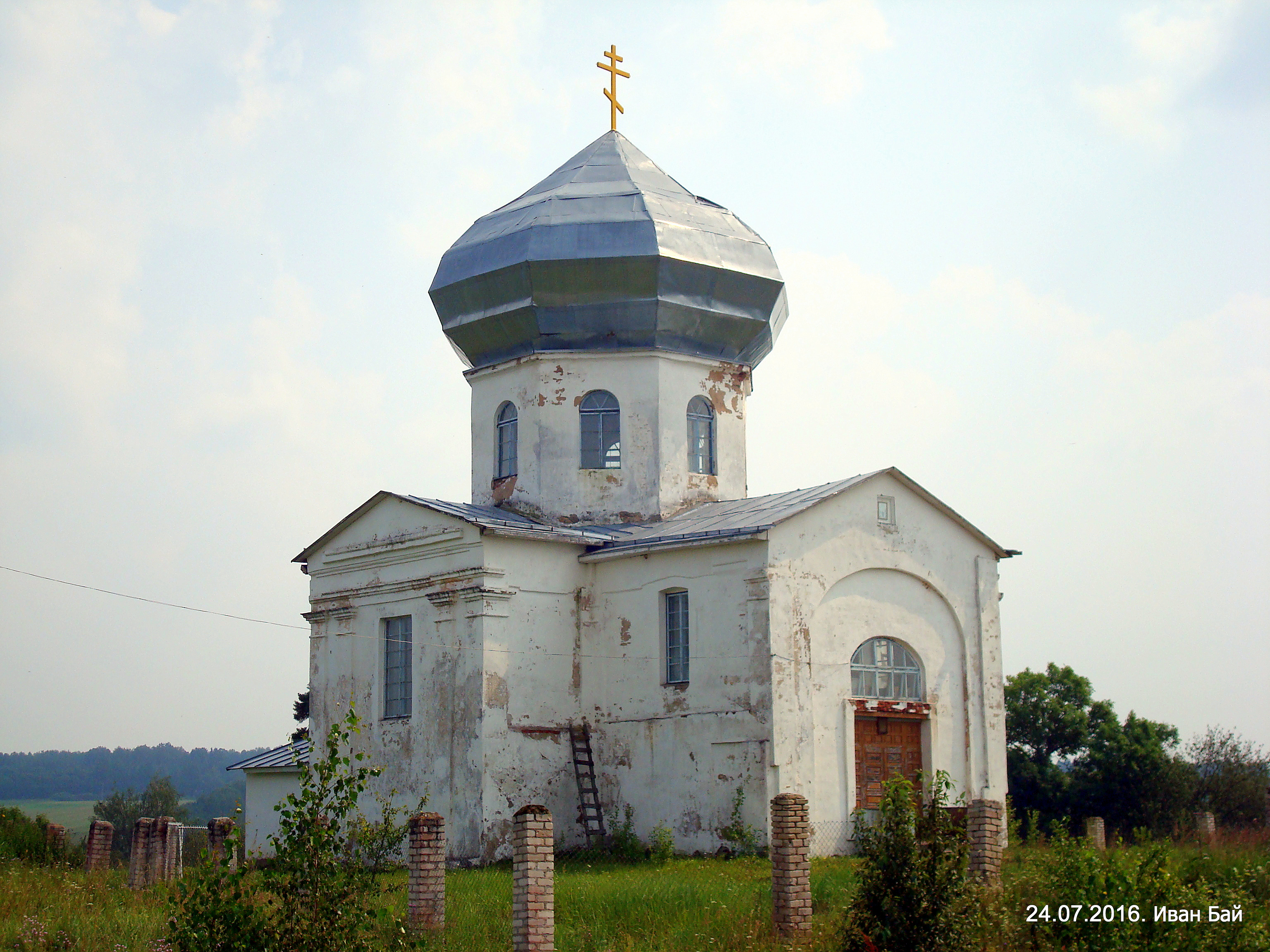
Cerkiew Wniebowstąpienia Pańskiego w Chwoszcznie
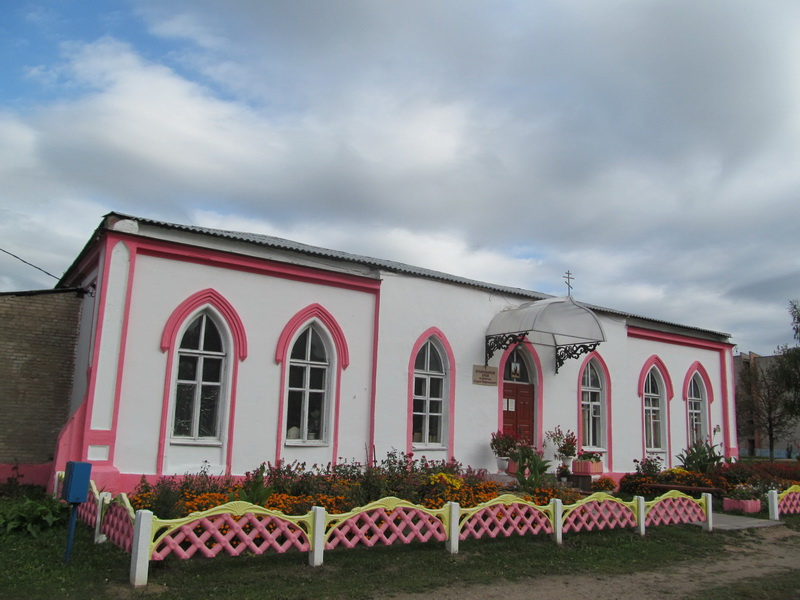
Cerkiew św. Andrzeja w Gródku
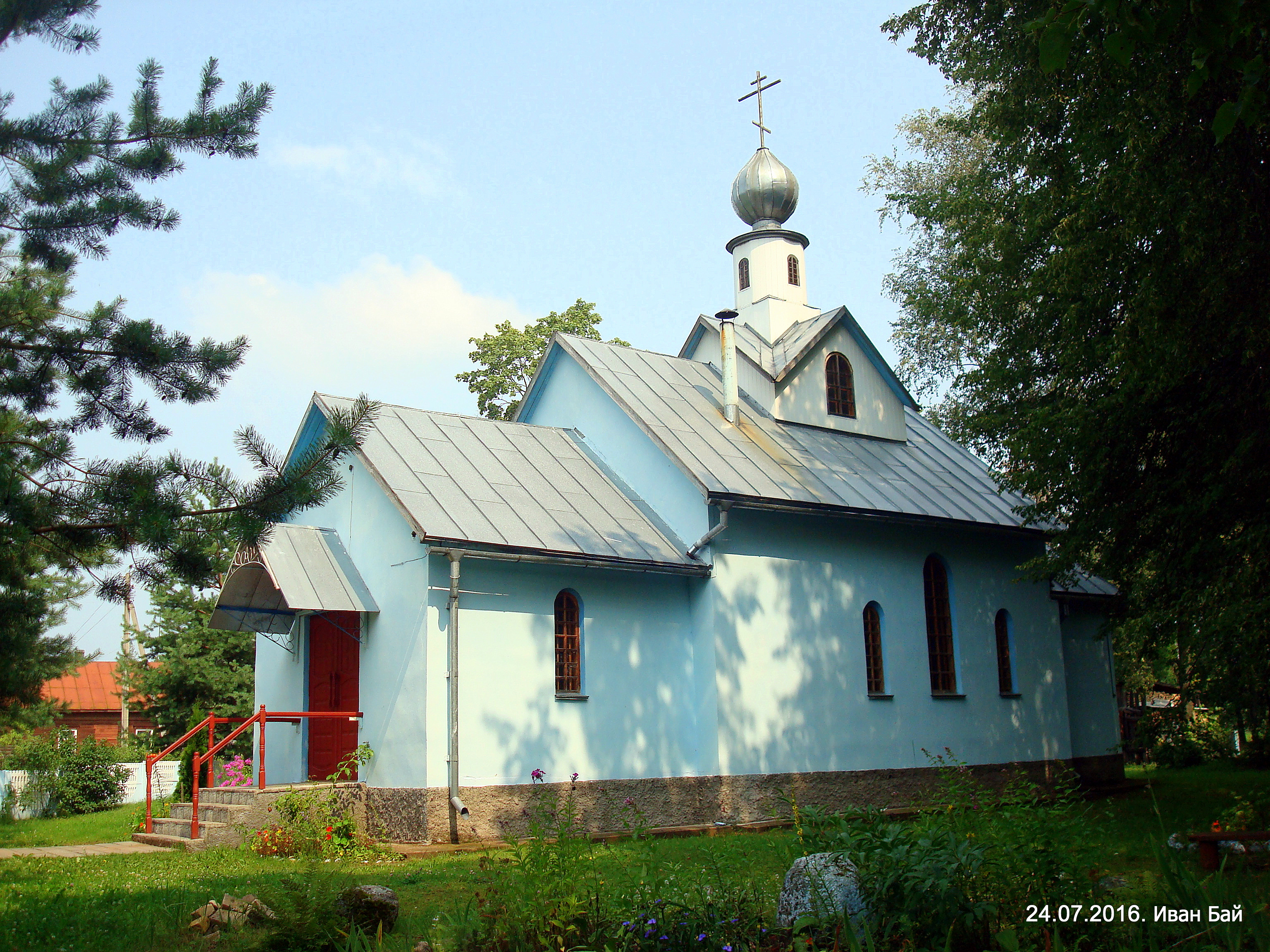
Cerkiew Zaśnięcia Najświętszej Maryi Panny w Jezierzyszczach